# Karaorman Struga
Maillots
Le Fudbalski Klub Karaorman Struga (en macédonien : фудбалски клуб Караорман Струга, et en albanais : Klubi Futbollistik Strugë), plus couramment abrégé en Karaorman Struga, est un club macédonien de football fondé en 1923 et basé dans la ville de Struga.

## Historique
- 1945 : Fusion entre le Crni Drim 1923 Struga et Jugoslavija Struga sous le nom du FK Karaorman Struga

## Palmarès
| Compétitions nationales                                                                |
| -------------------------------------------------------------------------------------- |
| - Championnat de Macédoine du Nord D2 : - Vice-champion : 1992-93, 1996-97 et 1999-00. |

## Personnalités du club

### Présidents du club
- Lazo Liposki

### Entraîneurs du club
- Nikola Klechkaroski